# Israel Football League 2008-2009
La Israel Football League 2008-2009 è stata la 2ª edizione del campionato di football americano di primo livello, organizzato da AFI.

## Squadre partecipanti
| Club                  | Città                  | Stadio | Sponsor ufficiale | Risultato nella stagione 2008 |
| --------------------- | ---------------------- | ------ | ----------------- | ----------------------------- |
| Haifa Underdogs       | Haifa                  |        | Nemo’s            |                               |
| Jerusalem Kings       | Gerusalemme            |        |                   |                               |
| Jerusalem Lions       | Gerusalemme            |        | Big Blue          |                               |
| Modi'in Pioneers      | Modi'in-Maccabim-Re'ut |        |                   |                               |
| Tel Aviv-Jaffa Sabres | Tel Aviv - Giaffa      |        |                   |                               |

## Stagione regolare

### Classifica
La classifica della regular season è la seguente:
- PCT = percentuale di vittorie, G = partite giocate, V = partite vinte,  P = partite perse, PF = punti fatti, PS = punti subiti

| Pos. | Squadra               | PCT  | G | V | N | P | PF | PS |
| ---- | --------------------- | ---- | - | - | - | - | -- | -- |
| 1    | Modi'in Pioneers      | .875 | 8 | 7 | 0 | 1 | ?  | ?  |
| 2    | Haifa Underdogs       | .750 | 8 | 6 | 0 | 2 | ?  | ?  |
| 3    | Jerusalem Lions       | .625 | 8 | 5 | 0 | 3 | ?  | ?  |
| 4    | Jerusalem Kings       | .125 | 8 | 1 | 0 | 7 | ?  | ?  |
| 5    | Tel Aviv-Jaffa Sabres | .125 | 8 | 1 | 0 | 7 | ?  | ?  |

## Playoff

### Tabellone
|  | Semifinali | Semifinali       | Semifinali |                 |         | II Israel Bowl   | II Israel Bowl | II Israel Bowl |  |
|  |            |                  |            |                 |         |                  |                |                |  |
|  | 1          | Modi'in Pioneers | 38         |                 |         |                  |                |                |  |
|  | 1          | Modi'in Pioneers | 38         |                 |         |                  |                |                |  |
|  | 4          | Jerusalem Kings  | 22         |                 |         |                  |                |                |  |
|  | 4          | Jerusalem Kings  | 22         |                 | 1       | Modi'in Pioneers | 32             |                |  |
|  |            |                  |            |                 | 1       | Modi'in Pioneers | 32             |                |  |
|  |            |                  | 3          | Jerusalem Lions | 26 o.t. |                  |                |                |  |
|  | 2          | Haifa Underdogs  | 3          | Jerusalem Lions | 26 o.t. | 22               |                |                |  |
|  | 2          | Haifa Underdogs  |            |                 |         |                  |                |                |  |
|  | 3          | Jerusalem Lions  | 24         |                 |         |                  |                |                |  |

### Semifinali
| 2009 | Modi'in Pioneers | 38 – 22 | Jerusalem Kings |  |

| 2009 | Haifa Underdogs | 22 – 24 | Jerusalem Lions |  |

### II Israel Bowl
| Gerusalemme 3 aprile 2009 | Modi'in Pioneers | 32 – 26 (d.2t.s.) | Jerusalem Lions | Kraft Family Stadium |

## Verdetti
- Modi'in Pioneers Campioni di Israele 2008-2009 (1º titolo)